# Пам'ятник Жертвам фашизму (Прилуки)

Пам'ятник Жертвам фашизму в Прилуках

Пам'ятник Жертвам фашизму — пам'ятник на вшанування прилучан-жертв нацистів у Другій світовій війні в районному центрі Чернігівської області місті Прилуках.
Розташований на вулиці Київській — між будинками № 232 і № 234.
Являє собою пам'ятник-меморіал — скульптурне зображення з каменю скорботної матері, що тужить за своїми синами і дочками.
Автори пам'ятника — архітектор В. Г. Штолько і скульптор В. П. Луцак.

## Історія
У роки Німецько-радянської війни у Другій світовій під час окупації, в Прилуках було розстріляно і закатовано до 15 тисяч осіб, з них на території колишньої тюрми й іподрому близько 6 тисяч прилучан.
У 1944 році прилуцькі могили жертв нацизму були впорядковані.
У 1955 році споруджено перший пам'ятник.
7 травня 1978 року урочисто відкрито сучасний меморіал.

## Джерело
- Пам'ятник Жертвам фашизму // Прилуччина: Енциклопедичний довідник, Ніжин: «Аспект-Поліграф», 2007. — с. 323